# اومبرتو ساودرا
اومبرتو ساودرا (اسپانیایی: Humberto Saavedra‎؛ زادهٔ ۳ اوت ۱۹۲۳ - درگذشته نامشخص) بازیکن فوتبال اهل بولیوی بود.
از باشگاه‌هایی که در آن بازی کرده‌است می‌توان به باشگاه فوتبال استرونگست اشاره کرد.
وی همچنین در تیم ملی فوتبال بولیوی بازی کرده‌است.